# コマツオトメ
コマツオトメ（小松乙女）はエドヒガン系の桜の栽培品種。学名はCerasus spachiana ‘Komatsu-otome’。ソメイヨシノと比べて花期はやや早く、花弁は5枚でわずかに小さく、花色はわずかに濃く微淡紅色。上野公園の小松宮彰仁親王銅像の近くに原木があることからの命名である。コマツオトメは上野公園のほかにも半蔵門に所在する国立劇場の前庭に植栽されている。

## ソメイヨシノとの関係
2007年、千葉大学の中村郁郎らの研究グループによりコマツオトメがソメイヨシノの片親であるという可能性が指摘されたが、2012年に同グループによりコマツオトメはあくまでもソメイヨシノと近縁であるにすぎないことが発表された。その後の2014年には、首都大学東京の加藤珠理らの核SSR（シンプル・シーケンス・リピート）法を利用した従来より精度の高いDNA解析により、ソメイヨシノの起源はエドヒガン47％、オオシマザクラ37％、ヤマザクラ11％、その他5％の交雑であることが明らかにされた（詳細はソメイヨシノ参照）
現在ではコマツオトメはソメイヨシノの子であると考えられている。

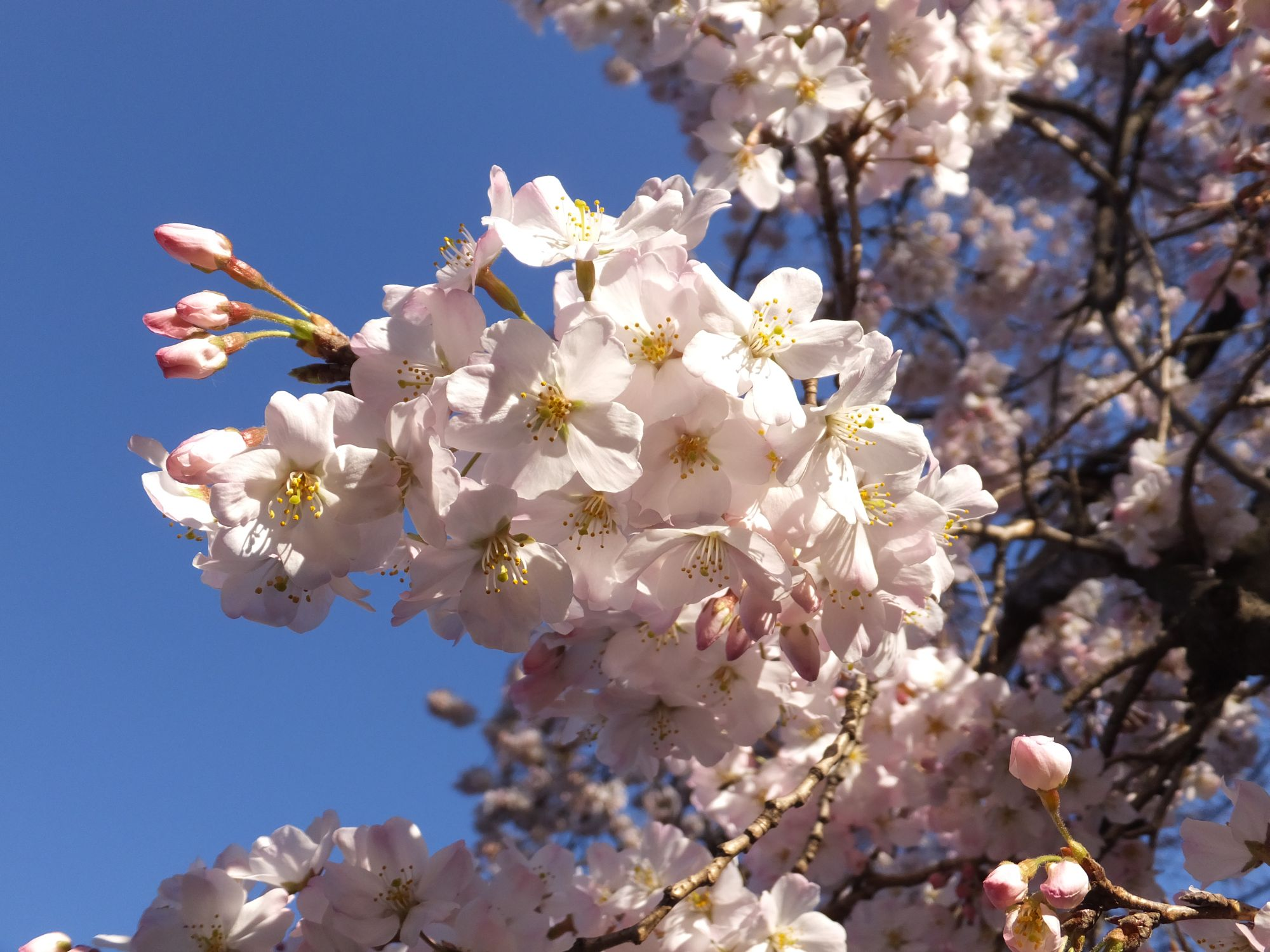
上野公園の原木を撮影
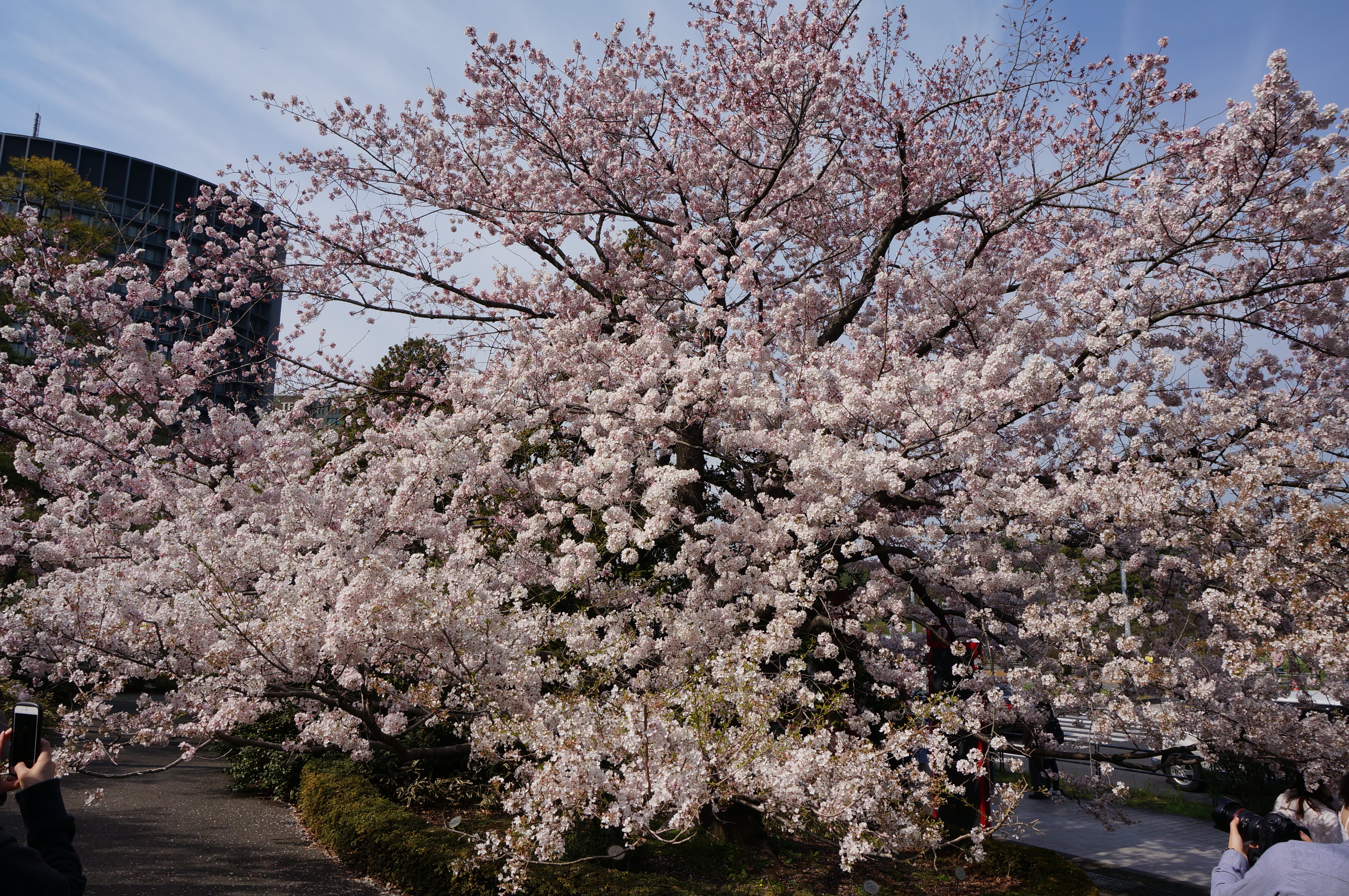
国立劇場のコマツオトメ
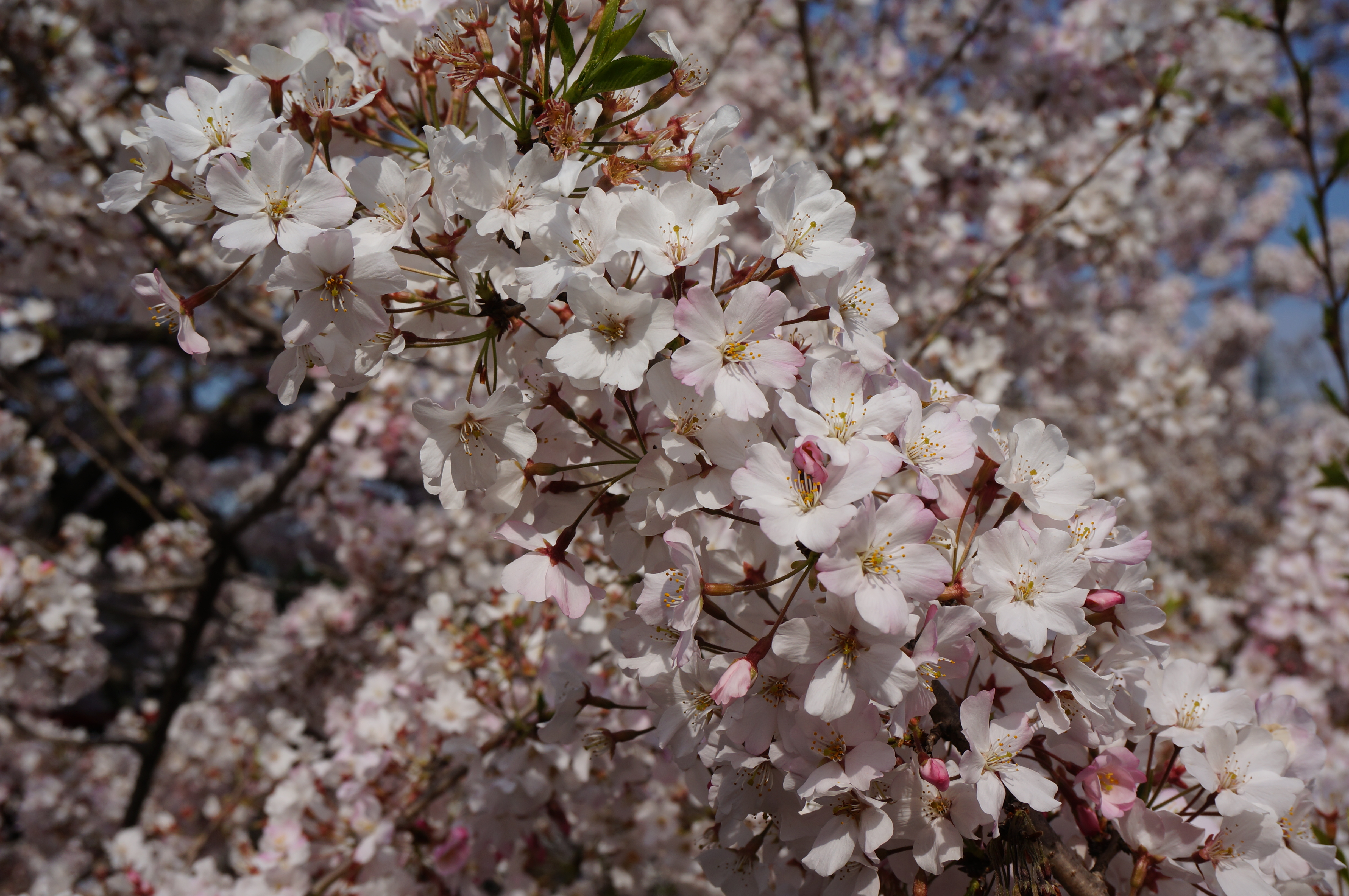
同左